# فن پروپیمورف
فن پروپیمورف (انگلیسی: Fenpropimorph) نوعی قارچ‌کش مشتق از مورفولین است که در کشاورزی و به ویژه در کشت غلات کاربرد دارد.